# Antonio Signorini
Pour les articles homonymes, voir Signorini.
Antonio Signorini (né le 2 avril 1888 à Arezzo et mort le 23 février 1963 à Rome) est un mathématicien italien, auteur de nombreuses contributions à la mécanique analytique et appliquée. 

## Biographie
Les recherches d'Antonio Signorini, aux confins de la thermodynamique et de l’hydrodynamique, concernent notamment le phénomène de détonation, les ondes de choc et la théorie du contact entre solides élastiques. Son nom reste attaché aux équations différentielles à conditions aux limites unilatérales (« problème de Signorini »). 
Il fut professeur à l'université de Palerme (1916), de Naples (1923) et finalement à  « La Sapienza » de Rome (1938-1958).
En 1920 il est lauréat du prix mathématique de l'Académie italienne des sciences.